# هوراسيو ثيربانتس
هوراسيو ثيربانتس (بالإسبانية: Horacio Cervantes) (17 أكتوبر 1981 بمدينة مكسيكو في المكسيك - ) هو لاعب كرة قدم مكسيكي في مركز الدفاع. لعب مع أتلانتي إف سي وكروز آزول ونادي أونيفرسيداد ناسيونال ونادي باتشوكا ونادي تشياباس ونادي نيكاكسا وتيبورونيس روخوس دي فيراكروز ونادي موريليا الرياضي.

## وصلات خارجية
- هوراسيو ثيربانتس على موقع قاعدة بيانات كرة القدم.إي يو (الإنجليزية)
- هوراسيو ثيربانتس على موقع AS.com (الإسبانية)